# Aeroportul Regional Taos
Aeroportul Regional Taos (IATA: TSM, ICAO: KSKX, FAA LID: SKX) este un aeroport din New Mexico, Statele Unite ale Americii ce deservește zona Taos. Aeroportul a fost tranzitat în 2019 de 472 de pasageri. A fost numit după zona deservită.
Situat la o altitudine de 2.163 m, aeroportul dispune de 2 piste.

## Infrastructură

### Piste
Aeroportul dispune de 2 piste. Pista 04/22 are suprafața de asfalt și dimensiunile 5.504 picioare × 75 picioare. Pista 12/30 are suprafața de beton și dimensiunile 8.603 picioare × 100 picioare. 